# Popis epizoda Digimon Adventurea
Popis epizoda Digimon Adventurea, prve sezone Digimon animea, sastoji se od 54 epizode emitirane u periodu između 7. ožujka 1999. i 26. ožujka 2000. godine, te je tako, po broju epizoda, najduži anime iz franšize. Anime je emitiran na Fuji TV-u svake nedjelje prije podne. Seriju je režirao Hirojuki Kakudō, producirao Keisuke Okuda, dok je glazbu skladao Takanori Arisava, a likove osmislio Katsujoshi Nakatsuru. Anime prati grupu osnovnoškolaca, znanih kao Izabrana djeca, koji odlaze u paralelni Digitalni svijet kojeg moraju spasiti od nadolazećih opasnosti. Godine 2000. uslijedio je nastavak, naslovljen Digimon Adventure 02.

## DVD izdanja
| Zemlja izdanja         | Tip izdanja | Podatci               | Podatci          | Podatci                | Podatci            |
| Zemlja izdanja         | Tip izdanja | Izdavač               | Datum            | Izdavač                | Datum              |
| Japan                  | DVD box set | Bandai Visual         | 25. srpnja 2006. | Happinet               | 21. prosinca 2007. |
| Sjedinjene Države      | DVD box set | Fox Kids              | 2000.            | Alliance Entertainment | 2000.              |
| Ujedinjeno Kraljevstvo | DVD1        | Maximum Entertainment | 2004. – 2008.    | Jetix Films            | 2004. – 2008.      |
| Italija                | DVD         | Dynit                 | 2018.            |                        |                    |

1.^  Izdano samo prvih 20 epizoda

## Popis epizoda
| # | Naslov                        | Njemački naslov                     | Redatelj           | Scenarist         | Japanski naslov                                                                                              | Datum               |
| --- | ----------------------------- | ----------------------------------- | ------------------ | ----------------- | --- | ------------------- |
| 1 | "Tako je počelo..."           | "So fing alles an"                  | Hirojuki Kakudō    | Satoru Nishizono  | "Hyōryū? Bōken no Shima!" (漂流? 冒険の島!)                                                                  | 7. ožujka 1999.     |
| U svijetu se događaju misteriozne kilmatske promjene, a u Japanu, usred ljetnog kampa, iznenada padne snijeg. Sedmero djece, Tai Jagami, Matt Ishida, Sora Takenouchi, Izzy Izumi, Mimi Tachikava, Joey Kido i T.K. Takaishi, iznenada dobiju Digivice, koji su pali s neba i bivaju transportirani u novi svijet. Tamo ih ekspresno dočeka sedam neobičnih bića, znanih kao Digimoni. Najednom, veliki insekt Kuwagamon napada djecu, no ona bježe u šumu. Kada mu uspiju pobjeći na otvoreno i doći do litice, Digimoni Digivoluiraju i uspijevaju poraziti Kuwagamona, no njegov posljednji napad sruši liticu i svi zajedno padnu u rijeku ispod. |                               |                                     |                    |                   | |                     |
| 2 | "Rođenje Greymona"            | "Greymons Geburt"                   | Hirojuki Kakudō    | Satoru Nishizono  | "Bakuretsu Shinka! Gureimon" (爆裂進化! グレイモン)                                                          | 14. ožujka 1999.    |
| Djeca su preživjela pad i uputila se prema plaži koju uspijevaju vidjeti. Tamo nailaze na telefonske govornice pomoću kojih pokušavaju kontaktirati roditelje, no bez uspjeha. Odluče sjesti i odmoriti se. Prilikom podjele hrane (koju su Tai i Agumon elegantno izbjegli), čuju poziv u pomoć i ugledaju kolut za spašavanje. Kada krenu u pomoć, otkriju kako je to varka Shellmona, gospodara te plaže. Ovaj ih napadne i bez problema porazi sve Digimone, koji zbog iscrpljenosti i gladi nemaju previše energije. Jedini koji se može boriti je Agumon koji, kada vidi da je Tai u opasnosti, Digivoluira u Greymona i porazi Shellmona. |                               |                                     |                    |                   | |                     |
| 3 | "Noćna pustolovina"           | "Nächtliches Abenteuer"             | Takenori Kavada    | Reiko Joshida     | "Aoki Ōkami! Garurumon" (蒼き狼! ガルルモン)                                                                 | 21. ožujka 1999.    |
| Djeca nailaze na maleno jezero gdje se nalazi nekorišteni tramvaj. To odluče prenoćiti, a svatko od njih drži stražu tijekom određenog dijela noći. Tijekom Taijeve i Agumonove straže iz jezera izleti bijesni Seadramon koji napada djecu. Kada počinje daviti Matta, Gabumon Digivoluira u Garurumona i porazi Seadramona, inače miroljubivog Digimona kojega je isprovocirala ozljeda koju su Tai i Agumon nemarno nanijeli njegovom repu. |                               |                                     |                    |                   | |                     |
| 4 | "Selo Yokomona"               | "Im Dorf der Yokomon"               | Takahiro Imamura   | Genki Joshimura   | "Shakunetsu! Bādoramon" (灼熱! バードラモン)                                                                 | 28. ožujka 1999.    |
| Putujući kroz Digitalni svijet, djeca nailaze na selo Yokomona, In-Training oblika Sorinog Biyomona. Tamo bivaju ugošćeni, no problem im predstavlja podivljali Meramon, dobri Digimon koji je služio kao čuvar planine Miharaši, gdje se nalazio izvor pitke vode. Podivljali Meramon napada selo Yokomona, a kada Sora zapadne u ozbiljnu opasnost, Biyomon Digivoluira u Birdramona koji uspijeva poraziti Meramona, koji je podivljao zbog utjecaja misterioznog Crnog zupčanika. Yokomoni kao zahvalnost ponude djeci hranu, no ona ustanove kako hrana nije jestiva. |                               |                                     |                    |                   | |                     |
| 5 | "Misteriozna tvornica"        | "Die geheimnisvolle Fabrik"         | Hiroki Shibata     | Hiro Masaki       | "Denkō! Kabuterimon" (電光! カブテリモン)                                                                    | 4. travnja 1999.    |
| Djeca nailaze na misterioznu tvornicu i odluče ju istražiti. Dok ostatak djece razgledava tvornicu i mehanizme proizvodnje u njoj, Izzy otkriva misterioznu prostoriju sa mnogo kodova koji služe kao raznorazni energetski izvori u tvornici. Dok on dešifrira kodove, ostatak djece nailazi na Andromona, Digimona koji upravlja tvornicom. Pod utjecajem Crnog zupčanika, on ih napada i bez problema svlada i Greymona i Garurumona, što mu, kao Digimonu na Ultra levelu, nije bio problem. Izzy tada iskoristi već spomenuti kod kako bi Tentomonu pripomogao da Digivoluira u Kabuterimona, koji svojim napadom uspijeva izbiti zupčanik iz Andromonove noge. Djeca tada shvate kako Crni zupčanici dobre Digimone pretvaraju u loše. Andromon se naknadno ispriča djeci zbog svog djelovanja i pokaže im put u sljedeću regiju. |                               |                                     |                    |                   | |                     |
| 6 | "Neobični gradonačelnik"      | "Der seltsame Bürgermeister"        | Tecuo Imazava      | Joshio Urasava    | "Parumon Ikari no Shinka" (パルモン怒りの進化!)                                                              | 11. travnja 1999.   |
| Nakon izlaska iz tvornice, djeca nailaze na omalene i iritantne Numemone koji ih napadaju i natjeraju u bijeg. Iznenada, Numemoni se povuku bez jasnog razloga, a djeca susretnu dobrodušnog Monzaemona čiji Napad ljubavi usrećuje svakog tko se s njim susretne. No, Monzaemon napada djecu i ispere im mozak, te ih pretvori u igračke za igračke u Gradu igračaka, gdje je on gradonačelnik. Mimi i Palmon su izbjegli napad i krenuli spasiti ostale. Nakon što su oslobodili Digimone, napao ih je Monzaemon, no tada je Palmon Digivoluirao u Togemona i porazio Monzaemona, koji je također bio pod utjecajem Crnog zupčanika. Kao ispriku, Monzaemon je djecu usrećio pravim Napadom ljubavi. |                               |                                     |                    |                   | |                     |
| 7 | "Gomamonova preobrazba"       | "Gomamons Verwandlung"              | Harumi Kosaka      | Akatsuki Jamatoja | "Hōkō! Ikkakumon" (咆哮! イッカクモン)                                                                       | 18. travnja 1999.   |
| Djeca dolaze u podnožje Brda beskraja i odluče prenoćiti kako bi se dogovorili oko daljnjeg plana - slušati Taija, koji se zalagao za odlazak na Brdo ili Matta, koji je smatrao da je to preopasno. Joey je, kako bi dokazao sebi i drugima da ima dovoljno hrabrosti, odlučio sam otići na brdo kako bi provjerio situaciju, no za njim je krenuo i Gomamon. Na brdu susreću Unimona koji je došao popiti vode s izvora, no svjedoče padanju tog istog Unimona pod utjecaj Crnog zupčanika. Unimon ih napadne, no u pomoć stižu Greymon i Birdramon. Kada Unimon porazi to dvoje, Gomamon, kako bi spasio Joeyja, Digivoluira u Ikkakumona i oslobodi Unimona utjecaja Crnog zupčanika. |                               |                                     |                    |                   | |                     |
| 8 | "Vladar tame"                 | "Der Herr der Dunkelheit"           | Hirojuki Kakudō    | Satoru Nishizono  | "Yami no Shisha Debimon" (闇の使者デビモン!)                                                                 | 25. travnja 1999.   |
| Došavši na vrh Brda beskraja, djeca se suoče sa Ogremonom i Leomonom. Iako najljući neprijatelji, Ogremon i Leomon neobjašnjivo surađuju i planiraju ubiti djecu. Nakon što ih premoreni uspijevaju poraziti, djeca i Digimoni nastave svoj put i nailaze na luksuznu vilu. Nakon što su se najeli, okupali i odmorili otkrivaju kako je cijela vila zapravo bila halucinacija koju je stvorio Devimon, gospodar Otoka File i stvoritelj Crnih zupčanika. Devimon naredi Leomonu da pobije djecu, no uz pomoć Digivicea, Leomon se oslobodi Devimonova utjecaja i pomaže djecu da pobjegnu, ali na koncu ponovo padne pod Devimonov utjecaj. |                               |                                     |                    |                   | |                     |
| 9 | "Zarobljeni u ledu i snijegu" | "Verschollen in Eis und Schnee"     | Takenori Kavada    | Atsushi Maekava   | "Gekitotsu! Reitō Dejimon" (激突! 冷凍デジモン)                                                              | 2. svibnja 1999.    |
| Tai i Agumon bude se u zaleđenom i snijegom pokrivenom dijelu Otoka File. Nakon što Frigimona oslobode od utjecaja Crnog zupčanika i saznaju da je Matt također na otoku, krenu u potragu. Ubrzo nailaze na Matta zaleđenog u snijegu te ga odvode Gabumonu kako bi se ugrijao. Tai i Matt započinju fizički sukob oko daljnjih planova, no ubrzo ih napadne Mojyamon i natjera ih u bijeg. Djeca i Digimone skoče s litice i završe točno na Frigimonovoj glavi te mu objasne zašto se to dogodilo. Ovaj ponudi Agumonu i Gabumonu hranu i krene u borbu s Mojyamonom dok ovo dvoje ne Digivoluiraju. Greymon i Garurumon uspijevaju osloboditi Mojyamona utjecaja Crnog zupčanika i okrenuti dio otoka prema centru. |                               |                                     |                    |                   | |                     |
| 10 | "Tajanstveni labirint"        | "Das geheimnisvolle Labyrinth"      | Keiji Hajakava     | Genki Joshimura   | "Shugosha Kentarumon" (守護者ケンタルモン!)                                                                  | 9. svibnja 1999.    |
| Mimi i Palmon završile su na sasvim drugom dijelu otoka gdje krenu u potragu za nekim poznatim. Susreću iritantne Sukamona i Chuumona koji im govore kako su vidjeli Izzyja i Tentomona, no zauzvrat traže spoj s Mimi. Kada im otkriju gdje su Izzy i Tentomon, Mimi i Palmon pobjegnu i prevare dva iritantna Digimona. Uskoro dolaze do starinskog hrama gdje pronalaze Izzyja kako se udubio u dešifriranje koda kojeg je pronašao na zidu hrama (isti onaj kao i u tvornici). Nakon što ju ovaj sustavno ignorira, Mimi pobijesni i odjuri u hram za kojeg Izzy ubrzo otkriva da je zapravo labirint. Dok je Tentomon pratio Mimi, Palmon je ostala s Izzyjem koji je nekako uspio uspostaviti kontakt s Mimi unutar labirinta. Ubrzo Izzy otkriva kako se u labirintu nalazi još netko, Centarumon, koji je pod utjecajem Crnog zupčanika. Izzy iznenada prekine komunikaciju, no ubrzo se pojavi na licu mjesta te tako Kabuterimon i Togemon uspijevaju osloboditi Centarumona utjecaja Crnog zupčanika. Centarumon se ispriča zbog svog ponašanja i odluči im ispričati priču o Svetom Digiviceu. Priču prekine Leomon, no Izzy i Mimi ga natjeraju bijeg iskoristivši svoje Digivice. |                               |                                     |                    |                   | |                     |
| 11 | "Ples Bakemona"               | "Tanz der Bakemon"                  | Hiroki Shibata     | Joshio Urasava    | "Odoru Bōrei! Bakemon" (踊る亡霊! バケモン)                                                                  | 16. svibnja 1999.   |
| Joey i Gomamon plutaju na svom krevetu kada ih iznenada, na otvorenom moru, napadne Ogremon. Iako jedva, uspijevaju mu se oduprijeti, ali krevet im biva uništen, zbog čega Joey počinje tonuti. Gomamon uskoro naiđe na udicu koju drži Sora koja je Biyomonom završila na dijelu otoka. Nakon što ih izvuku, pobrinu se za Joeyja i kreću prema misterioznoj crkvi na vrhu otoka. Tamo susreću ljude koji održavaju slavlje u čast Bakemona i spremaju objed. Ubrzo se ispostavi kako su ti ljudi zapravo prerušeni Bakemoni koji planiraju žrtvovato Joeyja i Soru svom vođi. Iako ih Ikkakumon i Biyomon uspijevaju spasiti, vođa Bakemona prejak je za njih dvoje, sve dok Joey ne izrecitira jedan egzorcizam i tako omogući Ikkakumonu i Birdramonu da ga poraze. Nakon pobjede, njih se 4 upućuju prema Brdu beskraja. |                               |                                     |                    |                   | |                     |
| 12 | "DigiBaby Boom"               | "DigiBaby Boom"                     | Takahiro Imamura   | Hiro Masaki       | "Bōken! Patamon to Boku" (冒険! パタモンと僕)                                                                | 23. svibnja 1999.   |
| T.K. i Patamon su jedini članovi skupine koji nisu završili s nekim u paru, već sami nailaze na neobičan, dječji grad pun Digi-jaja i Fresh Digimona. Ubrzo nailazi Elecmon, zaštitnik grada i napada T.K.-ja i Patamona. Nakon neodlučenog sukoba, objasni im da se nalaze u Gradu vječnog početka, mjestu gdje se svi mrtvi Digimoni ponovo kote, i sprijatelji se s njima. Na kraju T.K. predloži natjecanje u povlačenju užeta koje Patamon pobijedi i tako konačno osvoji Elecmonovo poštovanje i povjerenje. |                               |                                     |                    |                   | |                     |
| 13 | "Legenda o Izabranoj djeci"   | "Die Legende der DigiRitter"        | Hirojuki Kakudō    | Satoru Nishizono  | "Enjemon Kakusei!" (エンジェモン覚醒!)                                                                       | 30. svibnja 1999.   |
| T.K. i Patamon su još uvijek na otoku kada ih napadaju Leomon, još uvijek pod Devimonovim utjecajem, i Ogremon. No, ubrzo u pomoć priskače ostatak tima koji uspijeva Ogremona natjerati u bijeg, a Leomona, uz pomoć Digivicea, osloboditi Devimonovog utjecaja. Zahvalni im Leomon ispripovijeda sve što se događalo i obeća kako će im pomoći u sukobu protiv Devimona. Devimon je u međuvremenu apsorbirao Ogremona i povećao se te se takav uputio u sukob s djecom. Svi si pokušaju bili uzaludni sve do trenutka kada Patamon iznenada Digivoluira u Angemona i, koristeći svoju moć, porazi Devimona, no žrtvujući tako svoj život. Otok File je slobodan, Patamon je ponovo postao Digi-jaje, a djeci se javlja misteriozni starac koji ih s oduševljenjem pozdravlja. |                               |                                     |                    |                   | |                     |
| 14 | "Rastanak s otokom"           | "Abschied von der Insel"            | Tetsuo Imazava     | Reiko Joshida     | "Tabidachi Shintairiku e!" (出航・新大陸へ!)                                                                 | 6. lipnja 1999.     |
| Starac se predstavlja kao Gennai te im negira kako je čovjek, što je bila njihova prva primisao na osnovu njegovog izgleda. Govori im kako je Otok File samo maleni dio Digitalnog svijeta i kako ih novi zadatak čeka na Kontinentu Server. Nakon kratkog razmišljanja, djeca odluče otići na Server te, uz pomoć svih Digimona s Otoka File, izrade splav kojom se upute prema kontinentu. No, na otvorenom ih moru napadne Whamon koji ih proguta i planira ubiti, ali kada ga oslobode od utjecaja Crnog zupčanika, odluči im pomoći i odvesti ih na Server. Prvo odlaze u podmorsku spilju gdje Drimogemona oslobađaju Crnog zupčanika i uzimaju amulete koje je Devimon tu sakrio, da bi nakon toga s Whamonom krenuli na Server. |                               |                                     |                    |                   | |                     |
| 15 | "Prvi Simbol"                 | "Das erste Wappen"                  | Keiji Hajakava     | Satoru Nishizono  | "Etemon! Aku no Hanamichi" (エテモン! 悪の花道)                                                              | 13. lipnja 1999.    |
| Djeca dolaze na Server i iskrcavaju se na najprohodnijoj plaži. Uskoro Digimoni nanjuše Koromone i potrče u njihovo selo, no tamo nailaze na Pagumone koji ih prijateljski ugoste, ponudivši im hranu, kupku i smještaj. Preko noći, Pagumoni otmu T.K.-jevog Tokomona kojeg sakriju ispod vodopada gdje se nalaze još neki Digimoni. U međuvremenu, umišljeni Etemon preko svojih Gazimona saznaje da su djeca tu, ali da je on krivo predvidio mjesto njihovog iskrcaja. Djeca su u potrazi za Tokomonom, ali i Agumonom (koji je nestao tijekom potrage). Ubrzo primjećuju dimne signale kraj vodopada, otkrivaju prevaru Pagumona i priskaču u pomoć Agumonu, koji Digivoluira i bez problema porazi Gazimone. No, tada se preko holograma javi novi neprijatelj djece - Etemon. Zaželi im dobrodošlicu i napadne ih svojom Mračnom mrežom koja uništava sve što dotakne. Djeca uspijevaju pobjeći kroz vodopad, a Tai pronalazi svoj Simbol. |                               |                                     |                    |                   | |                     |
| 16 | "Lekcija za Taija"            | "Lektion für Taichi"                | Takenori Kavada    | Hiro Masaki       | "Ankoku Shinka! SukaruGureimon" (暗黒進化! スカルグレイモン)                                                 | 20. lipnja 1999.    |
| Želeći što prije poraziti Etemona i upotrijebiti svoj Simbol, Tai sili Agumona da jede i planira se izložiti opasnosti kako bi ovaj Digivoluirao na Ultra level. Uskoro nailaze na izolirani koloseum u pustinji koji je zapravo nogometno igralište. Većina se djece odluči malo zabaviti, ali Tai to odbija. Uskorto ih Etemon zatoči i pošalje zlog Greymona na djecu. Agumon Digivoluira, no Etemonov je Greymon snažniji. Joey uspijeva naći svoj Simbol i tako ih sve osloboditi iz gola. Kada situacija postane alarmantna, Tai sam krene na Etemonovog Greymona, nadajući se kako će činjenica da je on u opasnosti ubrzati Digivoluciju. To se doista dogodilo, ali Greymon je Digivoluirao u destruktivnog SkullGreymona, točnije, napravio je Mračnu Digivoluciju. Van kontrole, SkullGreymon je počeo rušiti i uništavati sve oko sebe do trenutka kada je ostao bez energije i de-Digivoluirao. |                               |                                     |                    |                   | |                     |
| 17 | "Cvijet kaktusa"              | "Die Kaktusblüte"                   | Hiroki Shibata     | Joshio Urasava    | "Maboroshi Senchō Kokatorimon!" (幻船長コカトリモン!)                                                        | 27. lipnja 1999.    |
| Iscrpljeni, djeca u pustinji iznenada naizale na veliki putnički brod čiji im kapetan dozvoli da se malo odmore. Djeca nailaze na hranu, kupku, uredne sobe, ali uskoro se ispostavlja kako je kapetan broda zlobni Kokatorimon, jedan od Etemonovih podanika. Počinje loviti djecu jedno po jedno i pretvarati ih u kamen, te im krasti simbole. No, kada krene na Soru i Mimi, one uspijevaju pobjeći zajedno sa svojim Digimonima. Ubrzo Palmon i Biyomon Digivoluiraju i pošalju Kokatorimona u dimnjak broda, a djeca pobjegnu. Kokatorimon se oporavi i krene s brodom na djecu, ali kabel s kojim je povezan na Etemonovu Crnu mrežu nije dovoljno dug i brod eksplodira. Djeca tada nailaze na veliki kaktus iz čijeg se cvijeta pojavi Mimijin Simbol. |                               |                                     |                    |                   | |                     |
| 18 | "Životna škola"               | "Schule des Lebens"                 | Takahiro Imamura   | Acushi Maekava    | "Yōsei! Pikkoromon" (妖精! ピッコロモン)                                                                     | 4. srpnja 1999.     |
| Još uvijek u pustinji, djecu napada Kuwagamon, ali puno moćniji od onoga kojeg su susrelu na Otoku File. U pomoć im priskače maleni, ali snažni, Piximon koji ih odvodi u svoj dom i tu im zadaje trening. Dok ostali obavljaju fizičke poslove, kao što je čišćenje, Tai i Agumon, koji su izgubili svoje samopouzdanje nakon neuspjele Digivolucije, dobivaju poseban trening samospoznaje. U međuvremenu, Izzy i Matt pronalaze svoje Simbole u jednom bunaru van Piximonove začarane zone, ali tako omogućuju Etemonu da ih locira. Ovaj pošalje svog Tyrannomona da ih eliminira, no Piximon uspijeva odbiti njegove napade, no ne predugo. Ubrzo dolaze Tai i Agumon puno samopouzdanja i uspijevaju poraziti Tyrannomona, tako završivši svoj trening s Piximonom. |                               |                                     |                    |                   | |                     |
| 19 | "Zarobljenik u Piramidi"      | "Der Gefangene in der Pyramide"     | Hirojuki Kakudō    | Satoru Nishizono  | "Meikyū no Nanomon" (迷宮のナノモン)                                                                         | 11. srpnja 1999.    |
| Izzy dobiva poruku tajanstvenog Digimona zarobljenog u Piramidi koji traži njihovu pomoć. Oni mu odluče pomoći jer saznaju kako se tamo nalazi Sorin Simbol. Na putu i T.K. pronalazi svoj, a nakon noćenja, djeca kreću prema Piramidi kako bi oslobodili misterioznog Digimona. Nakon što se probiju kroz stražu dolaze do računalne sobe u kojoj oslobađaju malenog Datamona. U tom trenutku dolazi Etemon i izbija borba. Iskoristivši metež, Datamon otme Soru i Biyomona i nestane, a djeca se moraju povući jer nisu dorasli Etemonu. |                               |                                     |                    |                   | |                     |
| 20 | "Probni ispit"                | "Bewährungsprobe"                   | Keiji Hajakava     | Satoru Nishizono  | "Kanzentai Shinka! MetaruGureimon" (完全体進化! メタルグレイモン)                                            | 25. srpnja 1999.    |
| Tai je bijesan zbog Sorine otmice i obećaje kako će ju osloboditi. Izzy otkrije kako je Piramida zapravo dvostruka i kako se Datamon nalazi u donjoj polovici. Djeca smisle plan i namame Etemona van piramide kako bi lakše došli do Datamona. Datamon je odlučio napraviti Sorin klon i iskoristiti njezin Simbol kako bi se s Biyomonovim Ultra levelom borio protiv Etemona. Dok ju Tai i Agumon oslobađaju, dolazi Etemon i započinje borbu s Datamonom. Tai, Sora, Agumon i Biyomon bježe, a Datamon aktivira komandu kojom cijela Piramida počinje tonuti u Tamnu zonu. Datamon i Piedmon završe u njoj, a djeca su spašena. No, iznenada se pojavi Etemon koji je nekako uspio izbjeći uništenje u Tamnoj zoni i napada djecu, puno snažniji nego što je bio prije. Tai i Greymon skupe hrabrosti i napadnu ga te Greymon uspješno obavi Ultra Digivoluciju u MetalGreymona. Mnogo snažniji, MetalGreymon jednim napadom uništi Etemona, no to uzrokuje otvaranje portala koji usisa kako Etemona tako i Taija i MetalGreymona. Tai i Koromon se bude u Tokiju. |                               |                                     |                    |                   | |                     |
| 21 | "Ponovo kod kuće"             | "Wieder zu Hause"                   | Mamoru Hosoda      | Reiko Joshida     | "Koromon Tōkyō Dai-gekitotsu!" (コロモン東京大激突!)                                                         | 1. kolovoza 1999.   |
| Tai i Koromon se iznenada nađu u Tokiju, nedaleko od Taijeva doma. Tai otrči do kuće kako bi se javio roditeljima, strahujući kako ih možda više neće naći ili kako su na njega već zaboravili, i pronalazi svoju sestru Kari kako bolesna leži kod kuće. Ubrzo se šokira kad sazna da je u stvarnom svijetu još uvijek isti datum kao i kad su oni otišli u Digitalni svijet te da je, dok su tamo prošli mjeseci, ovdje prošlo tek par sati. Nakon što nešto pojedu i uspostave slab kontakt s Izzyjem, Tai i Koromon počinju uočavati Digimone po Tokiju da bi to na kraju kulminiralo sukobom Agumona i Ogremona. Agumon uspijeva poraziti Ogremona i poslati ga natrag u Digitalni svijet, ali i on, kao Digimon, biva također usisan kroz portal. Tai, unatoč molbama svoje mlađe sestre, ipak odlazi s Agumonom jer ima još posla kojega treba dovršiti. |                               |                                     |                    |                   | |                     |
| 22 | "Same laži"                   | "Nichts als Lügen"                  | Takenori Kavada    | Hiro Masaki       | "Sasayaku Ko-akuma PikoDebimon" (ささやく小悪魔ピコデビモン)                                                 | 8. kolovoza 1999.   |
| Tai i Agumon dolaze natrag u Digitalni svijet, no ne pronalaze nikoga od svojih prijatelja. Kreću u potragu i ubrzo pronalaze Tokomona, ali ne i T.K.-ja. On im ispriča kako se grupa odlučila razdvojiti, te kako su Matt i T.K. krenuli zajedno. Matt je tada krenuo u daljnje istraživanje i obećao da će se brzo vratiti, no nije se vratio. Tada se od nikuda pojavio DemiDevimon i rekao kako se Matt neće vratiti. Tokomon mu nije povjerovao i ubrzo ga je napao, na što se T.K. naljutio i ostavio ga. Tai i Agumon ubrzo pronalaze T.K.-ja i DemiDevimona koji im ponudi otrovne gljive. Dok odlazi na zahod, Agumon dobije upozorenje da su gljive otrovne i spasi svoje prijatelje u posljednji trenutak. Svi shvate DemiDevimonovu prevaru te Tokomon Digivoluira u Patamona i porazi DemiDevimona. |                               |                                     |                    |                   | |                     |
| 23 | "U ime Prijateljstva"         | "Im Namen der Freundschaft"         | Junji Shimizu      | Genki Joshimura   | "Tomo yo! WāGarurumon" (友よ! ワーガルルモン)                                                                | 15. kolovoza 1999.  |
| Put je Joeyja i Gomamona odveo do restorana u kojem su se pošteno najeli, ali nisu mogli platiti pa ih je Vegiemon natjerao da odrade hranu. Ubrzo dolazi Matt koji odlučuje pomoći Joeyju kako bi sve teklo brže i kako bi se mogao vratiti T.K.-ju. Iako mu Joey govori da može otići po T.K.-ja, Digitamamon, šef restorana, ne dozvoljava Mattov odlazak jer ga je DemiDevimon podmitio da napravi baš to. DemiDevimon pokušava sabotirati njihov rad, no neprimjetno im pomaže Sora sve do trenutka kada unutar kuhinje padne toranj tanjura i razbije se. Matt pobjesni, a ubrzo dolaze Tai i T.K. i govore im da idu. Matt želi, ali bez Joeyja, no Vegiemon i Digitamamon im ne dozvoljavaju. Kada Joey ugrozi vlasiti život kako bi spasio T.K.-ja, aktivira se Mattov Simbol prijateljstva i Garurumon Digivoluira u WereGarurumona i porazi Digitamamona. Njih četvoro naiđu na dvostruku stazu i odluče se razdvojiti u potrazi za ostalima - Tai i Joey odlaze desnom stranom, a Matt i T.K. lijevom. |                               |                                     |                    |                   | |                     |
| 24 | "Bitka za Izzyjev Simbol"     | "Der Kampf um Izzys Wappen"         | Tetsuo Imazava     | Joshio Urasava    | "Gekiha! AtorāKabuterimon" (撃破! アトラーカブテリモン)                                                      | 22. kolovoza 1999.  |
| Izzy i Tentomon prolaze pustim brdovitim dijelom dok iznenada ne završe u misterioznom međuprostoru. Tamo ih dočeka misterozni Vademon koji ukrade Izzyjevu znatiželju i ispere mu mozak tako da ovaj počinje prakticirati nekakvo blesavo učenje. Privremeno kontaktira Taija preko laptopa (čime je objašnjena scena iz prethodnih epizoda), no njegov nedostatak znatiželje uzrokuje Tentomonovu de-Digivoluciju. Dobivši ponudu od DemiDevimona, Vademon ukrade i Izzyjev Simbol, no odbija mu ga predati dok ne do bije što mu je obećano. Pabumon, najniži Tentomonov oblik, uspijeva prodrijeti do Izzyja i ovaj smisli plan pomoću kojeg uspijeva zaključati Vademona i DemiDevimona u taj među prostor. Ubrzo se domognu Simbola i Izzyjeve znatiželje, no Vademon je, pošto je na Ultra levelu, prejak za Kabuterimona. Izzyjev Simbol se aktivira te Kabuteriom Digivoluira u MegaKabuterimona i porazi Vademona, time oslobodivši Izzyja. Njih se dvoje nađu s Mattom i T.K.-jom na površini. |                               |                                     |                    |                   | |                     |
| 25 | "Princezin karaoke"           | "Prinzessin Karaoke"                | Hiroki Shibata     | Akatsuki Jamatoja | "Nemureru Bōkun! TonosamaGekomon" (眠れる暴君! トノサマゲコモン)                                             | 29. kolovoza 1999.  |
| Joey i Tai nailaze na veliki dvorac gdje pronalaze Otamamone i Gekomone u velikoj strci. Saznaju kako moraju Princezi odnijeti večeru, a tada se ubrzo pojavi i Mimi, njihova Princeza. Iako začuđeni njezinom novostečenom titulom, Joey i Tai su sretni što ju vide i govore joj da krene s njima, no ona odbija, uvrijedi se i izbaci ih iz dvorca. Tada im Otamamon i Gekomon objasne zašto je Mimi postala Princeza i pokažu im svog pravog vladara - glomaznog ShogunGekomona. Ispričaju im priču o natjecanju i pjevanju, te oni, bezuspješno, pokušaju napraviti ono što je Mimi sa svojim lijepim glasom umalo uspjela. Tada smisle plan i pokušavaju prevariti Mimi kako bi dobili snimku, no odaju se zbog čega ih ova zatvori u tamnicu. Tijekom sna, Mimi se ukazuje Sora i govori joj kako bi trebala promijeniti svoje ponašanje. Mimi, ne znajući je li bio san ili java, odluči osloboditi svoje prijatelje i probuditi ShogunGekomona. U tome uspije, no ovaj pobijesni jer su ga probudili i napadne ih. Iako je moćniji od njih, djeca ga uspijevaju poraziti tako što mu sruše hram na glavu, nakon čega ovaj ponovo padne u san.                                          |                               |                                     |                    |                   | |                     |
| 26 | "U znaku ljubavi"             | "Im Zeichen der Liebe"              | Hirojuki Kakudō    | Atsushi Maekava   | "Kagayaku Tsubasa! Garudamon" (輝く翼! ガルダモン)                                                           | 5. rujna 1999.      |
| Sva su djeca na okupu osim Sore, zbog čega ju ovi odluče pronaći. Iako im je prije pomagala, ne želi im se ponovo pridružiti zbog podataka koje je čula o Simbolima. Čula je kako DemiDevimon razgovara sa svojim gospodarom te kako objašnjavaju značenje Simbola - Tai je dobio Hrabrost, Matt Prijateljstvo, Izzy Znanje, Mimi Iskrenost, Joey Pouzdanost, T.K. Nadu, a ona Ljubav. Potištena činjenicom da je upravo ona dobila Ljubav, sakrila se i pomagala im iza kulisa. Tijekom noći, DemiDevimon krišom pokušava ubiti djecu, no Biyomon se baci pred njegovu špricu kako bi zaštitio Soru. Djeca lako otjeraju DemiDevimona, no iznenada se pojavljuje njegov gospodar - moćni Myotismon koji bez problema svlada sve Digimone. Tek kada Biyomon Digivoluira u Garudamona, djeca uspijevaju pobjeći, no ubrzo ih sustigne Myotismonova poruka kako ništa nije gotovo. |                               |                                     |                    |                   | |                     |
| 27 | "Vrata u Svijet"              | "Das Tor zur Welt"                  | Keiji Hajakava     | Hiro Masaki       | "Yami no Shiro Vandemon" (闇の城ヴァンデモン)                                                                | 12. rujna 1999.     |
| Djeca kontaktiraju Gennaija koji im obznani da postoji i osmo Dijete te kako Myotismon okuplja vojsku pomoću koje planira ući u Stvarni svijet i ubiti dijete. Djeca krišom infiltriraju dvorac i pokušavaju zaustaviti Myotismona pred vratima svijeta, no to im ne uspijeva. Gatomon, jedan od najboljih Myotismonovih sluga, zaustavlja djecu i oživljava Devidramone koji napadnu djecu i onemoguće im borbu s Myotismonom. |                               |                                     |                    |                   | |                     |
| 28 | "Sezame, otvori se"           | "Sesam öffne dich"                  | Takahiro Imamura   | Hiro Masaki       | "Tsuigeki! Nippon e Isoge" (追撃! 日本へ急げ)                                                                | 19. rujna 1999.     |
| Djeca od Gennaija dobiju karte koje je koristio Myotismon, no on ima jednu viška, ali ne zna koja je prava. Djeca odluče riskirati i ponovo uđu u dvorac. Svladaju sve inicijalne prepreke, no problem im stvori Dokugumon koji ih planira ubiti tako što će ih uništiti zajedno s dvorcem. WereGarurumon ga uspije poraziti, a Tai mora donijeti odluku koju kartu iskoristiti. Iako je odabrao nasumično, napravio je dobar izbor te su djeca prošla kroz vrata u Stvarni svijet. |                               |                                     |                    |                   | |                     |
| 29 | "Prva borba Digimona"         | "Der erste Kampf der Digimon"       | Takenori Kavada    | Satoru Nishizono  | "Mammon Hikarigaoka Daigekitotsu!" (マンモン光が丘大激突!)                                                   | 26. rujna 1999.     |
| Djeca dolaze u Stvarni svijet i suoče se sa problemom zvanim Mammothmon. Taj podivljali Digimon počeo je rušiti ulice Tokija u potrazi za djetetom. Kada Biyomon Digivoluira u Garudamona i porazi Mammothmona, djeca se sjete davne borbe između Greymona i Parrotmona, te tako izvuku zaključak zašto su baš oni postali Izabrana djeca. Zaključe kako su svi živjeli u toj četvrti i kako su svi svjedočili toj borbi te se upute u potragu za osmim djetetom prema jednakom načelu - jer i ono je tada moralo biti tamo. |                               |                                     |                    |                   | |                     |
| 30 | "Povratak s preprekama"       | "Heimkehr mit Hindernissen"         | Junji Shimizu      | Acuši Maekava     | "Dejimon Tōkyō Daiōdan" (デジモン東京大横断)                                                                 | 3. listopada 1999.  |
| Djeca se odluče vratiti kući podzemnom željeznicom, no zaspu zbog iscrpljenosti i propuste svoju stanicu. Izađu u udaljenom dijelu grada i moraju stopirati za prijevoz. Tai nije uspio, Matt je (ali nije bilo dovoljno mjesta u automobilu), no Sora i Mimi su imale više sreće. Umišljeni mladić koji im je stao stalno je nametao blesava pravila tijekom cijele vožnje, a vrhunac je bio kada je jedan od Digimona obavio nuždu u automobilu. Dok je ovaj vikao na djecu izvan automobila pojavio se Gesomon koji je napao djecu, ali ga je Ikakkumon porazio. |                               |                                     |                    |                   | |                     |
| 31 | "Osmo Dijete"                 | "Der achte DigiRitter"              | Hiroki Shibata     | Hiro Masaki       | "Reamon! Tōkyōwan Shūgeki" (レアモン! 東京湾襲撃)                                                            | 10. listopada 1999. |
| Myotismon je bijesan zbog poraza dvojice svojih podanika, dok Tai razmišlja o mogućnosti da je Kari osmo Dijete. Pokaže joj svoj Digivice, no ona ustvrdi kako ne posjeduje nešto takvo. Zapravo, ona ga posjeduje, ali za to još ne zna te ga njihov mačak, Miko, tijekom igre uspije izbaciti kroz prozor, zbog čega krene za njih. Izzy i Tentomon krenu u akciju nakon Gennaijeve poruke i susretnu Raremona, jednog od Myotismonovih sluga. Nakon pobjede Kabuterimona, Izzy se povlači, a vrana uzima izgubljeni Digivice, kojega je Izzy pronašao na svom Digiviceu, i nosi ga u svoje gnijezdo. |                               |                                     |                    |                   | |                     |
| 32 | "Kari u opasnosti"            | "Kari in Gefahr"                    | Tetsuo Imazava     | Satoru Nishizono  | "Atsui ze Tōkyō Tower! DesuMeramon" (熱いぜ東京タワー! デスメラモン)                                         | 17. listopada 1999. |
| Djeca pronalaze svoje osnovnoškolske godišnjake i Joeyju daju za zadatak da kontaktira svu djecu i provjeri podatke. Oni se u međuvremenu daju u potragu za djetetom, a Gatomon prati Kari do stana i biva šokiran kako ona zna što su Digimoni. U trenutku kada ju pokuša ubiti, sumnjajući kako je osmo Dijete, Kari se okrene i izbaci ga iz takta, nakon čega ovaj pobjegne. Sora i Mimi na TV tornju nailaze na loše maskiranig SkullMeramona koji im stvara velike probleme, sve dok se ne pojave Izzy i Tai. Taijev MetalGreymon porazi SkullMeramona i riješi poteškoće na TV tornju. |                               |                                     |                    |                   | |                     |
| 33 | "Nakratko prijatelji"         | "Freunde für einen kurzen Moment    | Hirojuki Kakudō    | Joshio Urasava    | "Panpu to Gotsu wa Shibuya-kei Dejimon" (パンプとゴツは渋谷系デジモン)                                       | 24. listopada 1999. |
| Gradom veselo paradiraju Pumpkinmon i Gotsumon, dvojica Myotismonovih sluga. No, za razliku od ostalih, oni su veseli i razigrani te nemaju nikakvi namjeru tražiti osmo Dijete i boriti se s ostalima. Ubrzo nailaze na Matta i T.K.-je i postaju im prijatelji, no istovremeno ih dovode i u dosta neugodne situacije. No, kada dolazi Myotismon, Pumpkinmon i Gotsumon ih napadju te tjeraju u bijeg, zbog čega im ovi prestaju vjerovati. No, ubrzo se opravdaju te sljedeći put, kada Myotismon dođe, napadaju njega, što po njih završi kobno. Mattu se aktiviria Simbol i WereGarurumon, zajedno s Angemonom, krene u borbu s Myotismonom, no ona završava Myotismonovim bijegom. |                               |                                     |                    |                   | |                     |
| 34 | "Konačno pronađena"           | "Endlich gefunden"                  | Takenori Kavada    | Genki Joshimura   | "Unmei no Kizuna! Teirumon" (運命の絆! テイルモン)                                                           | 31. listopada 1999. |
| Gatomon još uvijek ima problema zbog Kari, a Wizardmon uspijeva pronaći nestali Digivice. Kao najbolji prijatelj, savjetuje Gatomona i oni odluče zajedno otići kod Kari. Iako Tai i Agumon brzo priskoče u pomoć, ispostavlja se da nema potrebe, jer Kari doista jest osmo Dijete, a njezin je partner upravo Gatomon. Gatomon i Wizardmon odlaze ukrasti originalni Simbol od Myotismona, no ovaj ih otkrije, Wizardmona baci u rijeku, porazi MetalGreymona i otme Gatomona kao taoca za osmo Dijete. |                               |                                     |                    |                   | |                     |
| 35 | "Zid od magle"                | "Die Nebelwand"                     | Takahiro Imamura   | Hiro Masaki       | "Odaiba no Yōsei! Ririmon Kaika" (お台場の妖精! リリモン開花)                                                | 7. studenog 1999.   |
| Myotismon je odlučio napraviti Zid od magle oko jedne tokijske četvrti i oteti svu djecu kako bi saznao tko je osmo Dijete. Poslao je Phantomona, svog najopasnijeg slugu, da okupi sve ljude u jednoj dvorani. Među njima se nađu i Mimi (s Palmonom) i Sora (sama; Biyomon šiti njenu majku), a stražu čuvaju brojni Bakemoni, koje roditelji djece odluče napasti i oslabiti egzorcizmom. Tai, Kari i Matt se sastaju te Tai izvještava Matta o Karinom statusu, dok T.K. i Joey ulaze u Zid kako bi pomogli ostalima. Ubrzo se pred dovranom pojavljuje DarkTyrannomon, a kada joj otac upadne u opasnost, Mimijin se Simbol aktivira i Togemon Digivoluira u Lillimona kako bi oslobodila DarkTryannomona Myotismonovog utjecaja. No, Myotismon kazni DarkTyrannomona smrću, a bez većih problema porazi i Lillimona. |                               |                                     |                    |                   | |                     |
| 36 | "Teška odluka"                | "Eine schwere Entscheidung"         | Tetsuharu Nakamura | Atsushi Maekava   | "Kekkai Toppa! Zudomon Spāku!" (結界突破! ズドモンスパーク!)                                                 | 14. studenog 1999.  |
| Joey i T.K. su na putu kroz maglu kada na mostu susretnu MegaSeadramona koji ih napadne. Ikakkukmon mu nije dorastao, a kada Joey žrtvuje sebe kako bi spasio T.K.-ja jer je tako obećao njegovoj majci, njegov Simbol se aktivira i Ikakkumon Digivoluira u Zudomona i porazi MegaSeadramona. Usput, pronađu Wizardmona koji pluta po vodi i spase ga, nakon čega im on kaže sve što se dogodilo. Birdramon je u međuvremenu pobjegao sa Sorom i poraženom Lillimon te ih odveo do Kari i Matta. Tamo ih dočeka Phantomon i napadne, što rezultira time da mu se Kari preda kako bi spasile ostale. |                               |                                     |                    |                   | |                     |
| 37 | "Wizardmonova žrtva"          | "Wizardmons Opfer"                  | Hiroki Shibata     | Genki Joshimura   | "Kanzentai Sō-shingeki! Kirameku Enjiwomon" (完全体総進撃! きらめくエンジェウーモン)                         | 21. studenog 1999.  |
| Kari je odvedena Myotismonu, a ostatak djece odlazi do TV tornja kako bi spasio Taijevu sestru. Iako ju uspiju osloboditi, svi njihovi napadi nisu dovoljno da imao naštete Myotismonu. Ubrzo se Tai domogne Karinog Digivicea te joj ga preda. Svoj je Simbol već prije dobila od Wizardmona. Myotismon lansira posljednji napad na Kari, no Wizardmon stane između napada i njih i žrtvuje svoj život za Gatomona i Kari. Karin se Simbol aktivira i Gatomon Digivoluira u Angewomona. Uz Angemonovu pomoć, ona lako porazi Myotismona i Phantomona, no Zid od magle i dalje ne nestaje. |                               |                                     |                    |                   | |                     |
| 38 | "Svi protiv VenomMyotismona"  | "Alle gegen VenomMyotismon"         | Hirojuki Kakudō    | Hiro Masaki       | "Fukkatsu! Maō VenomuVandemon" (復活! 魔王ヴェノムヴァンデモン)                                              | 28. studenog 1999.  |
| Izzy dobije poruku od Gennaija o buđenju pravoga Kralja, što uzrokuje da sva djeca povećaju oprez. Iznenada se iz Myotismonove maske stvori enormni Digimon nalik vragu - VenomMyotismon, pravi Kralj tame. Kao Digimon na Mega levelu, bez problema odbija sve napade Digimona i konstantno traži nešto za jelo, zbog čega pojede i DemiDevimona. Glavno jelo su mu odrasli koje je zarobio i omamio unutar dvorane. Iako ga djeca pokušavaju zaustaviti, neuspješni su sve dok Izzy ne protumači Gennaijevu pjesmicu do kraja. Tada, uz pomoć Angemona i Angewomona, Agumon i Gabumon naprave Warp Digivoluciju u WarGreymona i MetalGarurumona i krenu u borbu s VenomMyotismona. |                               |                                     |                    |                   | |                     |
| 39 | "Sudar dvaju svjetova"        | "Zusammentreffen zweier Welten"     | Junji Shimizu      | Atsushi Maekava   | "Nidai kyūkyoku Shinka! Yami o Buttobase!" (二大究極進化! 闇をぶっとばせ!)                                   | 5. prosinca 1999.   |
| WarGreymon i MetalGarurumon bore se s VenomMyotismonom, no ne uspijevaju ga dokrajčiti. Nakon dužeg razmišljanja i pristizanja ostatka djece, Izzy shvati kako je njegov centar, odnosno pravi Kralj tame, zapravo stvorenje na području njegovog trbuha, maleno okruglo biće koje kontrolira tijelo. Djeca iskoriste svoje Digivice kako bi imobilizirali VenomMyotismona, WarGreymon lansira kuglu TV kuće u njegovo središte i onda, zajedno s MetalGarurumonom, napadne kako bi ga dokrajčio jedno za svagda. Nakon te pobjede, na nebu se događaju neobične pojavnosti zbog kojih djeca moraju natrag u Digitalni svijet. |                               |                                     |                    |                   | |                     |
| 40 | "Povratak u Digitalni svijet" | "Rückkehr in die DigiWelt"          | Tetsuo Imazava     | Satoru Nishizono  | "Ma no Yama no Shitennō! Dāku Masutāzu" (魔の山の四天王! ダークマスターズ)                                   | 12. prosinca 1999.  |
| Po povratku, djeca susreću Chuumona koji im ispripovijeda o novim neprijateljima i potpunom kaosu u Digitalnom svijetu. Ubrzo se njihovi novi neprijatelji pojavljuju, jedan po jedan, i napadju djecu. Prvi se pojavio MetalSeadramon, pa Machinedramon, pa Puppetmon i na koncu Piedmon, vođa Gospodara tame, skupine od 4 iznimno moćna Mega Digimona kojima je cilj pokoriti Digitalni svijet. Nakon Chuumonove žrtve, Piximon izvede diverziju i spasi djecu od sigurne smrti. |                               |                                     |                    |                   | |                     |
| 41 | "Seadramonova osveta"         | "Seadramons Rache"                  | Takenori Kavada    | Joshio Urasava    | "Araburu Umi no Ō! MetaruShīdoramon" (荒ぶる海の王! メタルシードラモン)                                      | 19. prosinca 1999.  |
| Djeca ponovo dolaze na Shellmonovu plažu, gdje su bili i na samom početku. Iako ih Shellmon ponovo napadne, ovaj put ga poraze bez većih problema, nakon čega se upute prema kućici na plaži. Na putu zaostanu Mimi i Joey, što je bilo dobro jer se kućica ispostavila kao zamka koju je postavio Scorpiomon, MetalSeadramonov sluga. Kada MetalSeadramon sazna kako dvoje djece nije uhvaćeno, naredi mu da dovrši posao, no Lillimon i Zudomon ga pobjede i zamjene s djecom u kućici. MetalSeadramon odluči kako neće čekati i zapali kućicu, no iznenadu ga kada iz nje izleti Scorpiomon, a djece više nema. Bijesan zbog njegovog opetovanog neuspjeha, ubije ga i krene prema djeci, no u posljednji tren dolazi Whamon i spašava ih. |                               |                                     |                    |                   | |                     |
| 42 | "Junak Whamon"                | "Whamon, mein Held"                 | Takahiro Imamura   | Akatsuki Jamatoja | "Chinmoku no Kaitei Hoēmon" (沈黙の海底ホエーモン)                                                           | 26. prosinca 1999.  |
| Whamon je spasio djecu i provodi ih dubinama oceana kako bi pobjegli MetalSeadramonu. No, ubrzo ih lociraju Divermoni i jave MetalSeadramonu koji krene za Whamonom jer ga Divermoni zbog tlaka ne mogu pratiti na velikim dubinama. MetalSeadramon ih brzo sustigne, no Whamon mu pobjegne, barem privremeno, kroz usku spilju. Izzy je u međuvremeno smislio plan kako WarGreymon može poraziti MetalSeadramona, no prilikom borbe, MetalSeadramon je iskoristio prednost u vodi. Unatoč prijašnjem dogovoru, u borbu se umiješao Whamon i oslobodio WarGreymona, no za to je platio svojim životom. Bijesan i željan osvete, WarGreymon je bez većih problema primijenio Izzyjev plan i ubio MetalSeadramona, što je uzrokovalo povlačenje vode. Puppetmon se pripremio za sučeljavanje s djecom. |                               |                                     |                    |                   | |                     |
| 43 | "T.K. je odrastao"            | "T.K. wird erwachsen"               | Hiroki Shibata     | Genki Joshimura   | "Kiken na Yūgi! Pinokkimon" (危険な遊戯! ピノッキモン)                                                       | 9. siječnja 1999.   |
| Djeca dolaze u Puppetmonov teritorij i odmah iskuse njegove sposobnosti manipulacije - tlo na kojem hodaju se pomiće, a oni sami nestaju bez traga i pojavljuju se na skroz drugim mjestima. Ubrzo Puppetmon dolazi do njih i prisiljava T.K.-ja da se ode s njim igrati, zbog čega ostatak grupe krene u potragu za njim. U međuvremenu je Puppetmon započeo smrtonosnu igru s T.K.-jem, ali je naivno reagirao na T.K.-jevu lukavu provokaciju o njegovom neimanju prijatelja. Dok je ovaj išao skpelati prijatelja od igračaka koje je imao u kući, T.K. je uništio njegov TV, mapu i ukrao njegove lutke i pobjegao zajedno s Patamonom te se naknadno našao s ostatkom grupe koja je porazila Kiwimona. Puppetmon, koji je shvatio da je prevaren, pobijesnio je i odlučio se osvetiti. Matt nestaje. |                               |                                     |                    |                   | |                     |
| 44 | "Cherrymonova intriga"        | "Cherrymons Intrige"                | Hirojuki Kakudō    | Atsushi Maekava   | "Mayoi no Mori no Jureimon" (迷いの森のジュレイモン)                                                         | 16. siječnja 2000.  |
| Dok Puppetmon s trojicom Garbagemona napada djecu, Matt i Gaubmon lutaju šumom i susreću Cherrymona. Iako ga označe kao neprijatelja, njegova manipulacija i trikovi natjeraju Matta da povjeruje kako je njegov jedini i pravi neprijatelj Tai. Rastrojen između prijateljstva i laži koje mu je servirao, Matt se ipak odluči na borbu i krene s MetalGarurumonom kako bi izazvali Taija i WarGreymona na borbu. Cherrymon informira Puppetmona o uspjelom planu, no upozorava ga kako njemu nedostaje nešto djeca imaju zbog čega ga ovaj instantno ubija. |                               |                                     |                    |                   | |                     |
| 45 | "Slike iz prošlosti"          | "Bilder aus der Vergangenheit"      | Tetsuo Imazava     | Hiro Masaki       | "Kyūkyokutai Gekitotsu! WōGureimon bui-esu MetaruGarurumon" (究極体激突! ウォーグレイモンVSメタルガルルモン) | 23. siječnja 2000.  |
| Puppetmon promatra zahuktalu između MetalGarurumona i WarGreymona, no oni, zajedno s djecom, ubrzo nestaju. Kari je otkrila svjetlost koja, komunicirajući kroz nju, objašnjava djeci njihovu povijest i kako su postali Izabrana djeca. Prisjete se borbe Greymona i Parrotmona, a saznaju i priču o svojim Digimonima, Gennaiju i Gospodarima tame. Kada se vrate u Digitalni svijet, svi sukobi prestanu, ali dolazi do razilaženja. Matt, pa kasnije Mimi, a za njom i Joey, odlaze kako bi bolje upoznali sebe i svoju ulogu u cijeloj priči. |                               |                                     |                    |                   | |                     |
| 46 | "Razdvojeni putevi"           | "Getrennte Wege"                    | Takenori Kavada    | Hiro Masaki       | "MetaruEtemon no Gyakushū" (メタルエテモンの逆襲)                                                            | 30. siječnja 2000.  |
| Mimi i Joey na svom putu susretnu Ogremona, kojeg su napadali Woodmoni, ozlijeđenog u padu misterioznog objekta s neba. Ubrzo se ispostavlja kako je iz tog objekta izašao MetalEtemon, željan osvete. No, u borbu se umiješa i Pupptemon, što djeca iskoriste kako bi pobjegla. U međuvremenu, Tai i njegova grupa odluče ući u Puppetmonovu kuću i napasti ga iz nje. Iskoriste pomoć Floramona i Deramona i čekaju na Puppetmona. Kada se ovaj pojavi, napadnu ga iz njegove vlastite kuće, a on krene u protunapad kada shvati tko ga napada. Mimi i Joeyja je, u međuvremenu, pronašao MetalEtemon, no u pomoć im je priskočio misteriozni Digimon. |                               |                                     |                    |                   | |                     |
| 47 | "Grad vječnog početka"        | "Die Stadt des ewigen Anfangs"      | Takao Josgizava    | Atsushi Maekava   | "Kaze yo! Hikari yo! SāberuReomon" (風よ! 光よ! サーベルレオモン)                                            | 6. veljače 2000.    |
| SaberLeomon, Mega level njihovog prijatelja, Leomona, odvodi ih u restoran gdje su Matt i Joey davno radili, a gdje Mimi susreće Gekomona i Otamamona. MetalEtemon ih ubrzo pronađe i pokuša ubiti Mimi, no između nje i napada skoči SaberLeomon. Gomamon tada Digivoluira i pomoću svog čekića napukne MetalEtemonov oklop, nakon čega ga efikasno dokrajči SaberLeomon, koji nakon bitke umre od posljedica napada. U međuvremenu, djeca su uspjela svladati Puppetmona i stjerati ga u kut, no on je aktivirao Housemona i dao se u bijeg. Susrevši MetalGarurumona pokušao ga je poraziti, no on ga je ubio jednim napadom, time uzrokovavši nestanak njegovog teritorija. |                               |                                     |                    |                   | |                     |
| 48 | "Plan Z"                      | "Plan Z"                            | Hiroki Shibata     | Satoru Nishizono  | "Bakugeki Shirei! Mugendoramon" (爆撃司令! ムゲンドラモン)                                                   | 13. veljače 2000.   |
| Djeca dolaze u Machinedramonov teritorij i pronalaze napuštenu vilu gdje ostave bolesnu Kari dok Izzy i Tai krenu u potragu za lijekom. Hagururumoni, Machinedramonovi sluge, lociraju djecu, a ovaj mobilizira svoju vojsku i naredi im napad na djecu. Izzy ih nakon određenog vremena uspijeva prevariti, no Machinedramon aktivira Plan Z, odnosno potpuno uništenje grada. Tai i Izzy uspijevaju dođi do vile prije nego je uništena, ali upravo u tom trenutku doleti projektil i raznese ju. Tai je očajan, ali ubrzo se iz grmlja pojavljuje ostatak družine koji se lukavo izvukao. Tai predaje lijek Sori, no ubrzo ih dočekuje sam Machinedramon i jednim napadom uništava okolnu zgradu, time poslavši djecu u kanalizacije njegovog grada. |                               |                                     |                    |                   | |                     |
| 49 | "Ponovo ujedinjeni"           | "Wieder vereint"                    | Takahiro Imamura   | Joshio Urasava    | "Saraba Numemon" (さらばヌメモン)                                                                            | 20. veljače 2000.   |
| Djeca su u kanalizaciji razdvojena, jednako kao što je bilo i tijekom potrage za lijekom. Sora, Kari (koja je ozdravila) i T.K. pronalaze podzemnu tvornicu gdje WaruMonzaemon iskorištava Numemone kao robove za proizdovnju energiju. Kada primijeti djecu, krene u napad, ali Kari to iskoristi i oslobodu Numemone. Djeca ubrzo poraze WaruMonzaemona koji odlazi izvijestiti Machinedramona o cijeloj situaciji, nakon čega ga ovaj ubije zbog neuspjeha. Izzy i Tai na svom putu susreću starog prijatelja Andromona, no ubrzo dolazi Machinedramon i izbije bitka. Kada Numemoni žrtvuju sebe zbog Kari, Agumon dobiva novu energiju, Digivoluira u WarGreymona i uspijeva poraziti Machinedramona. Djeca se kreću na vrh Spiralnog brijega. |                               |                                     |                    |                   | |                     |
| 50 | "LadyDevimon"                 | "LadyDevimon"                       | Hirojuki Kakudō    | Atsushi Maekava   | Onna no Tatakai! RedīDebimon" (女の戦い! レディデビモン)                                                     | 27. veljače 2000.   |
| Djeca dolaze na vrh Spiralnog brijega gdje ih dočeka LadyDevimon koja započinje žustru borbu s Angewomon. U međuvremenu, Joey i Mimi skupljaju saveznike i dolaze do Grada vječnog početka, potpuno uništenog od strane Gospodara tame. Joey krene u potragu za Mattom nakon što je od Elecmona, koji svira Mattovu harmoniku, dobio podatak o njemu. Na vrhu brijega, bitka se nastavlja, no na koncu ipak pobjeđuje Angewomon. Nakon borbe, iz svog doma, dolazi Piedmon koji je spreman za borbu s djecom. Tai šalje Soru i T.K.-ja da pronađe ostale. |                               |                                     |                    |                   | |                     |
| 51 | "Pakleni klaun"               | "Der Höllenclown"                   | Takao Joshizava    | Genki Joshimura   | "Jigoku no Dōkeshi Piemon" (地獄の道化師 ピエモン)                                                           | 5. ožujka 2000.     |
| Dok se WarGreymon bezuspješno bori s Piedmonom, Sora i T.K. traže ostale. Matt se nalazi u mračnoj spilji bez kraja gdje upada pod utjecaj tame i postane depresivan, izgubivši svako zrno samopouzdanja, no Gabumon ga uspijeva vratiti u realnost. Ubrzo se nalaze s Joeyjem, ali njihov povratak usporila je Sora, kojoj se dogodilo isto kao i Mattu. Njezin je "povratak" trajao malo duže i bili su potrebni i Joey i Matt kako bi ju prenuli. Nakon ujedinjena, svi krenu na Spiralni brijeg gdje je Piedmon ostavio WarGreymona na samrti. Po dolasku MetalGarurumona, WarGreymon se oporavi i započinje prava borba. |                               |                                     |                    |                   | |                     |
| 52 | "Posljednji Gospodar tame"    | "Der letzte Meister der Dunkelheit" | Takenori Kavada    | Hiro Masaki       | "Seikenshi HōrīEnjemon" (聖剣士ホーリーエンジェモン)                                                         | 12. ožujka 2000.    |
| Iako snažniji, ni WarGreymon i MetalGarurumon zajedno nisu dorasli Piedmonu koji ih na koncu pretvori u privjeske za ključeve. Koristeći svoju magiju, to uskoro napravi i s ostalima, dok mu Gomamon, Sora, T.K., Kari i Patamon uspijevaju pobjeći. Kako su pobjedli u njegov dom, on ih bez poteškoća hvata jednog po jednog dok na koncu na zarobi Kari, Patamona i T.K.-ja na balkonu. Iako mu pokušavaju pobjeći, nemaju uspjeha sve dok Angemon ne Digivoluira u MagnaAngemona i ne baci Piedmona s balkona. Misleći da je Piedmon gotov, odlaze i mirno vraćaju ostale u njihov normalni oblik, ali odjednom se pojavljuje Piedmon s vojskom Vilemona i napadne djecu. Kako Vilemoni nisu bili problem, Digimoni su se posvetili Piedmonu i uspjeli ga, kombiniranim napadom WarGreymona i MetalGarurumona, otjerati ga kroz MagnaAngemonova Nebeska vrata. Gennai se javlja sa porukom da postoji još jedan neprijatelj. |                               |                                     |                    |                   | |                     |
| 53 | "Novi neprijatelj"            | "Ein neuer Feind"                   | Hiroki Shibata     | Genki Joshimura   | "Saigo no Ankoku Dejimon" (最後の暗黒デジモン)                                                               | 19. ožujka 2000.    |
| Djeca bivaju transportirana u mračni međuprostor gdje ih dočekuje kreator svih problema koje su imali - Apocalymon. Unatoč svim naporima, Digimoni nemaju nikakvog izgleda protiv njega, a jedino što se događa je da je njihov strah sve veći i veći. Ubrzo im Apocalymon otme i uništi Digivice i Simbole, a njihove Digimone vrati na Rookie level. U toj bezizlaznoj situaciji, djeca najedom počinju nestajati i nađu se u novom prostoru gdje su naizgled mrtvi, ali uspijevaju se vratiti. |                               |                                     |                    |                   | |                     |
| 54 | "Do viđenja?"                 | "Abschied ohne Wiedersehen?"        | Takahiro Imamura   | Hiro Masaki       | "Aratana Sekai" (新たな世界)                                                                                 | 26. ožujka 2000.    |
| Čudesno, bez Digivicea i Simbola, Digimoni su Digivoluirali na njihove najviše levele i krenuli u borbu s iznenađenim Apocalymonom po povratku djece na scenu. Iako je upotrijebio svu svoju snagu, Apocalymon ovog puta nije imao šanse da bi na koncu bio i poražen, ali je njegova platforma još uvijek imala dovoljno energije da raznese sve, uključujući i Digitalni svijet. Koristeći odlike Simbola, djeca su uspjela formirati kocku u kojoj je eksplozija zatvorena i neutralizirana. Digitalnim svijetom ponovo je zavladao mir, a nakon emotivnog oproštaja, djeca su se ponovo vratila u stvarni svijet. Je li to oproštaj bez doviđenja? |                               |                                     |                    |                   | |                     |

## Vanjske poveznice
- Digimon Adventure - službena stranica (japanski)